# Alina Santos
Pour les articles homonymes, voir Santos (homonymie).
Alina Santos, née le 29 septembre 1981, est une chef décoratrice belge.

## Filmographie

### Département artistique
- 2009 : Un café pour l'Amérique
- 2012 : Dead Man Talking

### Directeur artistique
- 2009 : Le Visage (court-métrage)

### Décoratrice
- 2008 : Sans lendemain (court-métrage)
- 2009 : Amer
- 2009 : L'Abri (court-métrage)
- 2010 : Bambino (court-métrage)
- 2010 : Libre échange
- 2011 : Little Glory
- 2012 : Dead Man Talking
- 2016 : Ennemi public (série télévisée, 10 épisodes)
- 2017 : Comment j'ai rencontré mon père
- 2017 : Icare (court-métrage)
- 2017 : Laissez bronzer les cadavres
- 2018 : Liliane Susewind - Ein tierisches Abenteuer

Prochainement (Dates sujettes à modification)
- 2019 : Play or Die
- 2019 : Pompéi

## Distinctions
- 2013 : Magritte du cinéma : Meilleurs décors pour Dead Man Talking
- 2019 : Magritte du cinéma : Meilleurs décors pour Laissez bronzer les cadavres

- (en) Alina Santos: Awards, sur l'Internet Movie Database